# Vivian Sevenich
Vivian Sevenich (28 de fevereiro de 1993) é uma jogadora de polo aquático neerlandesa. Sevenich joga pelo CN Mataró da Espanha desde 2020. Anteriormente, ela jogou pelo ZVL, Polar Bears, UVSE e UZSC.

## Carreira
Ela começou sua carreira no pólo aquático no ZPC LIVO de Lichtenvoorde. Em 2013 ela começou a jogar pelo ZVL em Leiden. Com o ZVL ela ganhou o campeonato nacional, a KNZB Cup e a SuperCup. Em 2016-2017 jogou pelo Polar Bears em Ede, junto com a irmã Elsemiek Sevenich e em 2017-2019 jogou pelo UVSE húngaro. Com a UVSE ela ganhou o título nacional e a copa húngara.
Em 2012 estreou-se num grande internacional ao fazer parte da equipa holandesa que alcançou o sexto lugar no Campeonato da Europa de 2012, em Eindhoven. Com a seleção holandesa de pólo aquático, Sevenich conquistou ouro no Campeonato Mundial de 2023 e no Campeonato Europeu de 2018 e prata no Campeonato Mundial de 2015 e nos Campeonatos Europeus de 2014 e 2016.
Nos Jogos Olímpicos de Verão de 2024, em Paris, conquistou a medalha de bronze no torneio feminino do polo aquático, após vencer confronto contra a equipe dos Estados Unidos por 11–10 na disputa pelo terceiro lugar.